# 普豐根
普丰根（德語：Pfungen）是瑞士联邦苏黎世州温特图尔区的市镇。该市镇面积为4.99平方千米，海拔高度412米，2018年12月31日人口数为3,845。

## 外部連結
- 普丰根官方网站 （页面存档备份，存于） （德文）